# Paul D. Harkins
Paul Donal Harkins (15 de Maio de 1904 – 21 de Agosto de 1984) serviu na Segunda Guerra Mundial no grupo liderado por George S. Patton e mais tarde se tornou General do Exército dos EUA e primeiro comandante da assistência militar no Vietnã de 1962 até 1964.

## Vida
Harkins nasceu em Boston, Massachusetts. Graduou-se em West Point em 1929. Paul foi líder adjunto do Terceiro Exército dos Estados Unidos. Reconhecido por sua grande capacidade, foi dado a ele o apelido de "Ramrod" por sua determinação de sempre cumprir o desejo de Patton de sempre se manter em movimento. Foi líder da base militar na Guerra do Vietnã.

## Autor
Harkins escreveu em 1969 um livro sobre o General George S. Patton de título When the Third Cracked Europe: The Story of Patton's Incredible Army.
Harkins também participou como consultor técnico no filme Patton.